# Kanagal, Piriyapatna
Kanagal là một làng thuộc tehsil Piriyapatna, huyện Mysore, bang Karnataka, Ấn Độ.